# Edappal
Edappal  es una ciudad censal situada en el distrito de Malappuram en el estado de Kerala (India). Su población es de 32550 habitantes (2011). Se encuentra a 16 km de Malappuram y a 56 km de Kozhikode

## Demografía
Según el censo de 2011 la población de Edappal era de 32550 habitantes, de los cuales 15113 eran hombres y 17437 eran mujeres. Edappal tiene una tasa media de alfabetización del 95,01%, superior a la media estatal del 94%. la alfabetización masculina es del 96,62%, y la alfabetización femenina del 93,64%.